# George Hammond
General George Hammond je izmišljeni lik iz znanstveno fantastične TV serije Zvjezdana vrata SG-1, kojeg glumi Don S. Davis. General Hammond je glavni i odgovorni u SGC-u te osoba koja donosi odluke o misijama na koje timovi idu. Nakon 7. sezone, Hammond od Teksasa, kako ga je prozvao učitelj Bra'tac, postaje savjetnik za sigurnost Zemlje, te vodi projekte poput Prometeja i Alfa lokacije.

## Biografija
Zamijenio je general-bojnika Westa koji je zapovijedao projektom Zvjezdana vrata tijekom prve misije na Abydosu (u filmu Zvjezdana vrata). Postao je časnik Američkog zrakoplovstva sredinom 1960-ih. Hammond je udovac, njegova supruga je umrla od raka. Ima dvoje unučadi: Kayla i Tessa, čije je brojeve telefona spremio na broju 1, odmah iznad broja telefona američkog predsjednika.
Hammond je umirovljen 2001. godine. Napustio je seriju Zvjezdana vrata SG-1 u 8. sezoni kada je promoviran u generala pukovnika te premješten u odjel za sigurnost planeta. U epizodi 1969 Hammond se susreće s timom SG-1 iz budućnosti te šalje u prošlost poruku samom sebi.
Hammond se također pojavljuje i u prvoj sezoni Stargate Atlantisa te u 8. i 9. sezoni Zvjezdana vrata SG-1, iako se u 10. sezoni pojavljuje kao civil.